# Hvor sidder livet
Hvor sidder livet er en dansk dokumentarfilm fra 1992 med instruktion og manuskript af Marie Louise Lefèvre.

## Handling
Filmen betragter sygdom som et symptom på både kropslig og psykisk ubalance og slår derfor til lyd for helhedsbehandling. Tre læger repræsenterer det alternative gennem deres erfaringer med helhedsbehandling. Læger, der efter mange års virke er nået frem til den erkendelse, at de behandlingsformer, der i dag tilbydes for eksempel kræftpatienter, er utilstrækkelige. Patienterne er fire kvinder med brystkræft, der fortæller om, hvorfor de tror, der også ligger psykiske årsager til grund for deres sygdom.